# Velké Všelisy
Velké Všelisy település Csehországban, a Mladá Boleslav-i járásban. Velké Všelisy Boreč, Bezno, Mělnické Vtelno, Kropáčova Vrutice, Sovínky, Doubravička, Nemyslovice, Kadlín és Chorušice településekkel határos. Lakosainak száma 407 fő (2024. január 1.).

## Népesség
A település lakosságának változását az alábbi diagram mutatja:
| Lakosok száma | 845  | 986  | 1032 | 621  | 462  | 349  | 352  | 376  | 387  | 407  |
|               | 1869 | 1890 | 1921 | 1950 | 1980 | 2001 | 2017 | 2019 | 2022 | 2024 |